# Bòrdas (Alts Pirineus)
Bòrdas (en francès Bordes) és un municipi francès situat al departament dels Alts Pirineus i a la regió d'Occitània.

## Demografia
| 1962                                       | 1968 | 1975 | 1982 | 1990 | 1999 | 2007 |
| ------------------------------------------ | ---- | ---- | ---- | ---- | ---- | ---- |
| 514                                        | 540  | 538  | 493  | 522  | 556  | 660  |
| Des de 1962: població sense dobles comptes |      |      |      |      |      |      |

## Administració
| Període   | Identitat              | Partit |
| --------- | ---------------------- | ------ |
| 1925-1945 | Alphonse Vergès        |        |
| 1945-1971 | Jean Bazus             |        |
| 1971-1995 | Jean Dubarry           |        |
| 1995-2005 | Gérard Claverie Forges |        |
| 2005-     | Jean Laporte           |        |